# آرنالدو مومیلیانو
آرنالدو دانته مومیلیانو (به ایتالیایی: Arnaldo Dante Momigliano) (زادهٔ ۵ سپتامبر ۱۹۰۸- مرگ ۱ سپتامبر ۱۹۸۷) تاریخدان یهودی ایتالیایی بود. فعالیت‌هایش در زمینهٔ تاریخ‌نگاری او را نامور ساخته‌است.
مومیلیانو استاد تاریخ روم در دانشگاه تورین بود؛ ولی سیاست‌های یهودستیزانهٔ دولت فاشیست ایتالیا او را از کار برکنار ساخته و وی به ناچار به انگلستان کوچید. در آن سامان چندی را در دانشگاه آکسفورد گذراند و سپس در کالج دانشگاهی لندن تا ۱۹۷۵ به تدریس پرداخت.
او پس از ۱۹۳۰ در نوشتن دانشنامه ایتالیانا همکاری داشت. همچنین در دهه‌های ۱۹۴۰ و ۱۹۵۰ با پروژه‌های بریتانیکا و دیکشنری کلاسیک آکسفورد همکاری می‌نمود.